# Ruta 713 (Costa Rica)
La Ruta 713, oficialmente Ruta Nacional Terciaria 713, es una ruta nacional de Costa Rica ubicada en la provincia de Alajuela.

## Descripción
En la provincia de Alajuela, la ruta atraviesa el cantón de San Ramón (el distrito de San Rafael), el cantón de San Mateo (el distrito de Desmonte), el cantón de Atenas (el distrito de Jesús), el cantón de Palmares (los distritos de Zaragoza, Santiago).